# Kadaramandalagi, Byadgi
Kadaramandalagi là một làng thuộc tehsil Byadgi, huyện Haveri, bang Karnataka, Ấn Độ.